# Dienste in Übersee
Die Dienste in Übersee gemeinnützige GmbH (DÜ) mit Sitz in Bonn, vormals Dienste in Übersee, Arbeitsgemeinschaft evangelischer Kirchen in Deutschland e. V. ist eine Tochtergesellschaft des Evangelischen Werkes für Diakonie und Entwicklung e. V. (EWDE) und eine überkonfessionelle kirchliche Nichtregierungsorganisation, die die Entwicklungshilfeprojekte anderer kirchlicher Nichtregierungsorganisationen durch die Vermittlung von Fachkräften unterstützt. Seit 2002 ist DÜ als anerkannter Entwicklungsdienst Teil von Brot für die Welt.

## Geschichte
Die Organisation wurde von Brot für die Welt und sechs weiteren kirchlichen Organisationen zum Dank für die Unterstützung der ökumenischen Gemeinschaft der Kirchen am 6. Oktober 1960 in Hamburg gegründet. Für diese Initiative war der Gedanke der aktiven Mitarbeit am Friedensdienst sowie der Entkolonialisierung, Befreiung und Entwicklung unterdrückter Völker grundlegend.
Einen weiteren Wurzelstrang bildete die ökumenische Arbeit der Evangelischen Studentengemeinde durch die Einrichtung des Überseeregisters. Es wies junge Akademiker auf Aufgaben in Übersee hin und mündete in die Gründung der „Arbeitsgemeinschaft für Dienste in Übersee evangelischer Kirchen in Deutschland“ am 9. November 1960. Die Initiatoren der Arbeitsgemeinschaft waren die Aktion „Brot für die Welt“ und die Evangelische Kirche in Deutschland, Evangelische Freikirchen, Lutherischer Weltdienst, Deutscher Ev. Missionsrat, Evangelische Jugend- und Studentenarbeit, Evangelische Akademien. 1959 hatte die römisch-katholische Kirche die „Arbeitsgemeinschaft für Entwicklungshilfe“ gegründet, um auf die steigende Nachfrage junger Christen nach praktischer Entwicklungsarbeit zu reagieren.
Im Rahmen der Zusammenführung der Entwicklungszusammenarbeit der evangelischen Kirchen in Deutschland wurde DÜ 1999 in den Evangelischen Entwicklungsdienst mit Sitz in Bonn integriert und ist seit 2012 eine Tochtergesellschaft des Evangelischen Werkes für Diakonie und Entwicklung e. V.

## Aufbau
Fachkräfte werden auf ausdrückliche Anforderung der selbständigen Partner in Übersee vermittelt, deshalb führt die Organisation keine eigenen Projekte durch. Sie befristet die Mitarbeit in überseeischen Aufgabengebieten und bindet sie in ökumenische Strukturen ein. Für Dienste in Übersee wird „Partnerschaft“ der Schlüsselbegriff und ein Ausdruck der aktiven Teilhabe an weltweiter Ökumene.
1961 wurden die ersten fünf Fachkräfte nach Übersee vermittelt. 1962 waren es schon 37, wobei der Schwerpunkt auf Gesundheitsberufen, Handwerkern und technischem Personal lag. In den nächsten Jahren konnten die Vermittlungszahlen stetig gesteigert werden. Die meisten Fachkräfte wurden in Partnerländer vermittelt, die traditionell Arbeitsgebiete von deutschen Missionswerken waren, wie Tansania oder Indonesien. Es gab aber auch neue Partnerländer, zum Beispiel Nepal. 1963 gründeten Organisationen des personellen Entwicklungsdienstes und der Freiwilligenarbeit den „Arbeitskreis Lernen und Helfen in Übersee“, der an der Gründung des Deutschen Entwicklungsdienstes mitwirken sollte. 1965 erschien die erste Ausgabe von „der überblick“, einer Zeitschrift für ökumenische Begegnung und internationale Zusammenarbeit, herausgegeben von Dienste in Übersee. Seit dem 19. März 1970 ist der Verein als Träger des Entwicklungsdienstes im Sinne des Entwicklungshelfergesetzes (EhfG) von 1969 staatlich anerkannt.
1970 erschien anlässlich des zehnjährigen Bestehens der Jubiläumsband „Unterwegs zur einen Welt – Aus der Arbeit von Dienste in Übersee“. 448 Vertragsabschlüsse erfolgten seit 1960. Ebenfalls 1970 wurde die Arbeitsgemeinschaft Kirchlicher Entwicklungsdienst gegründet. DÜ kooperierte in diesem Verbund mit der Aktion „Brot für die Welt“ im Diakonischen Werk der EKD, der Evangelischen Zentralstelle für Entwicklungshilfe, der Evangelischen Arbeitsgemeinschaft für Weltmission als Vorgänger des Evangelischen Missionswerkes in Deutschland und dem Kirchlichen Entwicklungsdienst der Evangelischen Kirche in Deutschland.
Das Konzept von DÜ und seine Grundsätze führten 1975 zur aktiven Unterstützung einer entwicklungspolitischen Inlandsarbeit im Rahmen der Kooperation mit dem „Haus am Schüberg“ in Ammersbek bei Hamburg und dem Zentrum für Entwicklungsbezogene Bildung in Stuttgart.
Seit 1977 unterstützt der „Ausschuss für entwicklungsbezogene Bildung und Publizistik“ Projekte von Dienste in Übersee wie zum Beispiel die Fachstelle Ferntourismus und Journalistenprogramme. Ebenfalls 1977 beschloss die DÜ-Mitgliederversammlung die Einführung von Inlandsverträgen für rückkehrende Fachkräfte. Projekte, die auf die Ursachen von Unterentwicklung in der Gesellschaft hinweisen, sollten dadurch gefördert werden. Im gleichen Jahr gründeten zurückkehrende Fachkräfte den RückkehrerInnenausschuss (RKA) als Vertretungs- und Beratungsgremium der Rückkehrenden im EED mit dem Ziel informeller Hilfestellung für Fachkräfte bei ihrer Rückkehr und Wiedereingliederung.
1985 waren 190 DÜ-Entwicklungsfachkräfte in Übersee tätig, davon die meisten im Bereich Bildung (84), Gesundheit (54) und Technik (33). 76 neue Verträge wurden geschlossen. Seit dieser Zeit vermittelt DÜ verstärkt auch Personal an Kirchen und Partnerorganisationen, die sich gegen Unterdrückung und Diskriminierung wenden, um die Förderung religiöser und ethnischer Minderheiten bemühen und – beispielsweise in den Ländern Zentralamerikas – sich gegen die Verletzung von Menschenrechten einsetzen. So knüpft Dienste in Übersee an das Antirassismusprogramm des Weltrates der Kirchen an. 1986 befasste sich die Synode der Evangelischen Kirche in Deutschland schwerpunktmäßig mit dem Kirchlichen Entwicklungsdienst und unterstrich seine Bedeutung für den ökumenischen Anspruch der Kirche. Die Organisation Christliche Fachkräfte International, die 1984 vorwiegend von Kreisen der Evangelischen Allianz gegründet wurde, wird als „ergänzender Personaldienst für evangelikal geprägte Kirchen und Hilfswerke in der ‚Dritten Welt’“ akzeptiert und durch Mittel der EZE gefördert. Dienste in Übersee selbst schloss mit Missionswerken und der Diakonie-Katastrophenhilfe eine Vereinbarung über Kooperationsprogramme. Zunehmend wurden auch Fachkräfte im Rahmen einer Reintegrationsmaßnahme in Länder des Südens vermittelt.
1994 vermittelte DÜ auf Anfrage des Ökumenischen Rates der Kirchen Wahlbeobachter für die ersten freien Wahlen in Südafrika. Daraus entstand das DÜ-Programm zur Wahl- und Menschenrechtsbeobachtung. 1995 gingen 2588 schriftliche Anträge auf Arbeitsvermittlung nach Übersee ein. Für 346 Teilnehmende wurden 25 Kurse zur Orientierung, Auswahl und Vorbereitung angeboten, es gab 195 laufende Verträge. Bei den nach Übersee Ausgereisten führten die Berufsgruppen der Bereiche Technik und Bildung vor Gesundheit, Landwirtschaft, Soziales und Verwaltung. Schwerpunktländer waren Tansania (38), Äthiopien (20), Papua-Neuguinea (18), Nicaragua (18) und Kamerun (16). Im Rahmen des Programms „Ökumenischer Dienst in Deutschland“ (ÖDD), bei dem Fachkräfte aus dem Süden in Deutschland arbeiten, sowie der Inlandsprogramme für Zurückgekehrte und „Berater/innen auf Zeit“ bestanden 22 Vertragsverhältnisse. 1999 gehörte DÜ zu den Initiatoren eines Friedensfachdienstes und wurde zum Gründungsmitglied des Konsortiums Ziviler Friedensdienst. Das Konsortium vermittelt Fachkräfte nach den Grundsätzen des EhfG in Konfliktregionen dieser Welt. Diese sollen den Aufbau friedensfördernder Strukturen für langfristige Friedenssicherung unterstützen.
Als eigenständige Organisation hat DÜ bis einschließlich 1999 insgesamt 3985 Entwicklungsfachkräfte vermittelt und Personalvermittlungsprogramme im Inland und Personalförderprogramme im Ausland durchgeführt. DÜ hat durch Rückkehrer in die Öffentlichkeit gewirkt. Diese haben ihre Erfahrungen und Erkenntnisse aus ihrer Arbeit in Übersee in die Kirche und Gesellschaft in Deutschland eingebracht. Waren es zuerst Fachkräfte in Basisdiensten wie Ärzte, Krankenschwestern und Handwerker, die nach Übersee vermittelt wurden, so hat sich DÜ zu einem Personaldienst zur Vermittlung von Beratern und Trainern im Managementbereich von sozialen Diensten und Kultur in Übersee entfaltet.

## Integration in den Evangelischen Entwicklungsdienst
Bis 1995 hatte der Kirchliche Entwicklungsdienst aufgrund der guten Kirchensteuereinnahmen der evangelischen Landeskirchen beachtliche Zuwachsraten. 1994 gingen allein 132 Millionen DM an Zuwendungen der Landeskirchen und der Militärseelsorge ein. Ab 1995 aber gab es verstärkt Anfragen an die Struktur und die Kosten der AG KED, zu der DÜ gehörte. Eine Zusammenfassung zu einem einzigen Werk erschienen Synode, Kirchenkonferenz und dem Rat der EKD als geeigneter Weg zu Synergien und Einsparungen. 1999 entstand durch die Fusion der Evangelischen Zentralstelle für Entwicklungshilfe, DÜ, Kirchlichem Entwicklungsdienst der EKD, dem Ökumenisch-Missionarischen Weltdienst und Einrichtungen der AG KED der neue Evangelische Entwicklungsdienst, EED. Dieser hat seinen Sitz in Bonn und begann im Jahr 2000 mit seiner Arbeit.
DÜ versteht sich darin als Personalfachagentur der Entwicklungsarbeit der evangelischen Kirchen in Deutschland. Die Anzahl der Verbände, die DÜ tragen, war von ursprünglich acht auf 30 angewachsen. Traditionell hatte sich DÜ über die Grenzen der Kooperationsländer deutscher Missionswerke hinaus engagiert, so in Zentralamerika, Cabo Verde, Guinea-Bissau, Mosambik, Simbabwe und Kambodscha. Dieses Partnernetz wurde in den EED eingebracht. 108 Neuverträge kamen im Jahr 2000 zustande. 2001 zog die DÜ-Geschäftsstelle von Leinfelden-Echterdingen nach Bonn. Der „Dienste in Übersee e. V.“ wurde zur „Dienste in Übersee gGmbH“. Die Inlandsarbeit von DÜ wurde in die Inlandsarbeit des EED integriert. Gemeinsam mit Brot für die Welt, dem Evangelischen Missionswerk, einzelnen Missionswerken und Pax Christi entstand der Ökumenische Friedensdienst in Palästina und Israel als deutscher Beitrag zum entsprechenden Programm des Ökumenischen Rates der Kirchen, das im September 2001 gegründet wurde. 2008 wurde aus den Zeitschriften „der überblick“ und „eins entwicklungspolitik“ die neue Zeitschrift welt-sichten gebildet.

## Perspektiven
Bis Ende 2009 sind insgesamt 5098 Fachkräfte mit Dienste in Übersee ausgereist. 2009 wurden vom EED insgesamt 24,1 Millionen Euro für das Personalprogramm bereitgestellt. Der EED beteiligt sich am entwicklungspolitischen Freiwilligendienst weltwärts und ist Zentralstelle für das Evangelische Forum entwicklungspolitischer Freiwilligendienst.
Zum Teil wurde in Kooperation mit befreundeten Organisationen wie Missionswerken, Diakonie Katastrophenhilfe, Kindernothilfe und Peace Brigades International gearbeitet. In dem integralen Programm des neuen gemeinsamen Werkes, dem Evangelischen Zentrum für Entwicklung und Diakonie, das spätestens 2013 aus dem Diakonischen Werk der EKD und dem EED gebildet wird, soll der Personaldienst weiterhin eine wichtige Rolle spielen.